# Parque nacional de El Feidja
El Parque nacional de El Feidja o El Feïja, es un área protegida en el noroeste de Túnez, en la Gobernación de Jendouba, en las montañas de la Khroumirie, entre 750 y 1.150 m, al sur del Parque nacional del Uadi Zen. Destaca por la presencia de pinturas rupestres, en el roquedo de Kef Negcha, de 10.000 años de antigüedad, y ruinas númidas de hace dos mil años, así como, en el bosque, restos de antiguos campamentos y fortificaciones erigidas por los combatientes argelinos entre 1960 y 1962 en la lucha por la liberación de Argelia, de los que el más célebre es el refugio del coronel Houari Boumédiène.

## Características

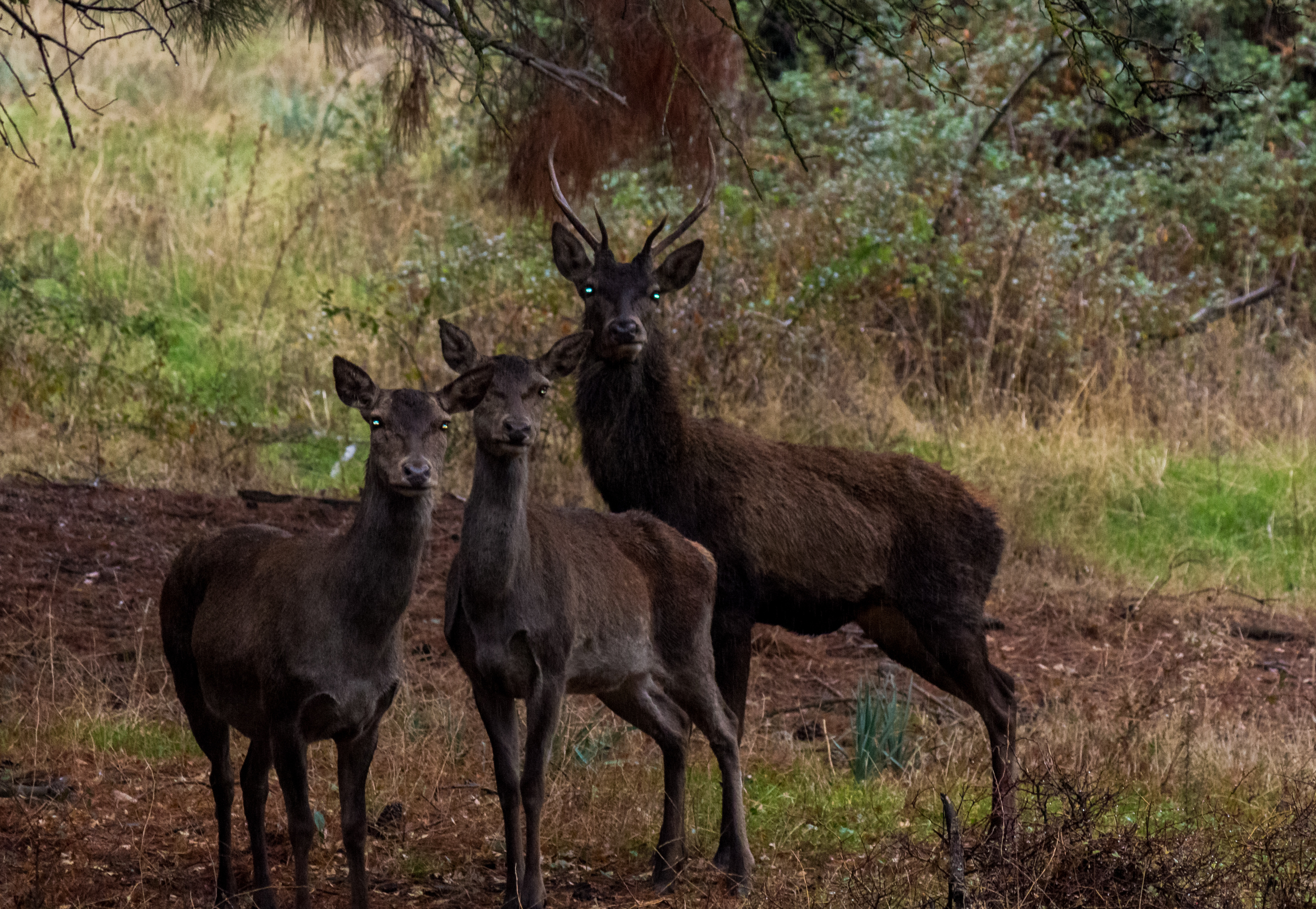
Animales en el Parque nacional de El Feidja

El parque está situado en el extremo oriental de la cadena montañosa de la Khroumirie que en su mayor parte se halla en Argelia. Es como un oasis de verdor en forma de grada añadido a la cordillera. Se creó en 1990 con una superficie de 2632 hectáreas con una zona de protección integral de 417 ha para proteger el ciervo de Berbería o ciervo del Atlas. Se encuentra a 17 km al noroeste de Ghardimaou, a 1 km de Aïn Soltane, a 49 km de Jendouba y a 195 km de Túnez.
El parque se sitúa en un entorno húmedo con inviernos templados. La media de lluvias anual es de 1217 mm, con un máximo en altura de 1500 mm, con sequías prolongadas en verano y algunos días de nieve en invierno. La temperatura media anual es de 14,3 oC en las zonas baja. El relieve está formado por colinas y acantilados. La altitud varía de 550 a 1550 m. El punto culminante del parque se conoce como Statir. Los suelos típicos son marrones con humus del tipo mull. Hay una veintena de fuentes en el parque, de las que diez se encuentran en la reserva de los ciervos.

#### Biodiversidad
El bosque cubre el 90 % del parque, con dos especies dominantes: el quejigo o roble carrasqueño y el alcornoque. El alcornocal (la  zénaie) de El Feija es una de las maravillas del norte de África. Entre las especies propias de las estaciones húmedas figuran Cyclamen africanum, polipodio común , aliso común y laureola. También hay lentisco y oleastro.
La principal especie animal del parque es el ciervo de Berbería. También hay jabalí, chacal, zorro, liebre, puerco espín y gato salvaje africano. Entre las aves, águila calzada, chocha perdiz, busardo moro, cuervo grande, halcón peregrino, perdiz moruna, paloma torcaz y tórtola europea. Entre los reptiles, tortuga mora, serpiente viperina y víbora levantina.